# Gösta Lyngå
Lars Gösta Lyngå, född Larsson 9 augusti 1930 i Sankt Petri församling i Malmö, är en svensk politiker (miljöpartist). Han var riksdagsledamot 1988–1991.
Lygnå valdes in i riksdagen i valet 1988. Han var ledamot i skatteutskottet 1988–1991 samt suppleant i utbildningsutskottet 1988–1990, i socialförsäkringsutskottet 1988–1989 och 1990–1991 samt i lagutskottet 1990–1991. Han var ledig från riksdagsuppdraget i två omgångar våren 1989 och hösten 1990.